# لیانا خاچاطریان
لیانا خاچاطریان (ارمنی: Լիանա Խաչատրյան؛ Liana Khachatryan زاده ۱۹۸۸) تاریخ‌نگار هنر، نقاش، آموزگار اهل ارمنستان است. وی از سال میلادی تاکنون مشغول فعالیت بوده است.

## زندگی‌نامه
وی در ۱۹۸۸ در ایروان به دنیا آمد و از مرکز ملی زیبایی‌شناسی هنریک ایگیتیان فارغ‌التحصیل گشت. وی از ۲۰۱۰ عضو اتحادیه هنرمندان ارمنستان است. وی در دانشگاه دولتی ایروان، دانشگاه آمریکایی ارمنستان، مرکز نوآورانه فناوری‌های تومو و موزه-انستیتو کومیتاس فعالیت کرده است. وی همچنین برنده جوایزی همچون مدال طلای وزارت فرهنگ جمهوری ارمنستان و جایزه جوانان رئیس‌جمهور ارمنستان (۲۰۰۸) شد.

## یادداشت
1. ↑  Լորիս Քալաշյանի անվան հայկական բաց համալսարան
2. ↑  «Քաղաքը» գրաֆիկական աշխատանքների շարքի
3. ↑  RA Presidential Youth Award